# Norumbega
Norumbega (eller Norumbègue, Nurumbega, osv.) var en legendarisk bebyggelse i det nordøstlige Nordamerika. Ligesom Cathay var det et sagnomspundet navn der måske, måske ikke, har betegnet noget virkeligt. Bynavnet dukkede ofte op på europæiske kort over Nordamerika, liggende syd for Acadia et eller andet sted i det, der nu kaldes "New England" i Nordamerika.
Norumbega blev anset for at være en stor rig by beboet af indfødte. Der har været forsøg på at forbinde navnet og Norumbegalegenden til faktiske arkæologiske steder og selv til forskellige vikinge-beboelser.